# Zhucheng
Zhucheng (chiń. 诸城; pinyin Zhūchéng) – miasto na prawach powiatu we wschodnich Chinach, w prowincji Szantung, w prefekturze miejskiej Weifang. W 1999 roku liczba mieszkańców miasta wynosiła 1 052 603.
W okolicach miasta Zhucheng znaleziono największe na świecie złoże szczątków dinozaurów.